# Ángel Urzaiz
Ángel Urzaiz y Cuesta (El Puerto de Santa María, 21 de febrero de 1856 - Madrid, 1 de mayo de 1926) fue un abogado, periodista y político español, ministro de Hacienda durante la regencia de María Cristina de Habsburgo-Lorena y durante el reinado de Alfonso XIII.

## Biografía
Licenciado en Derecho por la Universidad Central de Madrid al tiempo que colaboraba como periodista en periódicos como "El Correo", "Los Debates" y la "Revista de España", su carrera política se inicia cuando es elegido diputado por Pontevedra en las elecciones de 1881, escaño que volvería a obtener en todas las elecciones celebradas hasta 1920 salvo en los comicios de 1884 y 1891. En 1922 accedería al Senado como senador vitalicio.
Casó en mayo de 1883 con Adela Cadaval Muñoz, señora del pazo de Cadaval de Nigrán, con la que tuvo dos hijos: Elodia y Joaquín Urzáiz Cadaval.

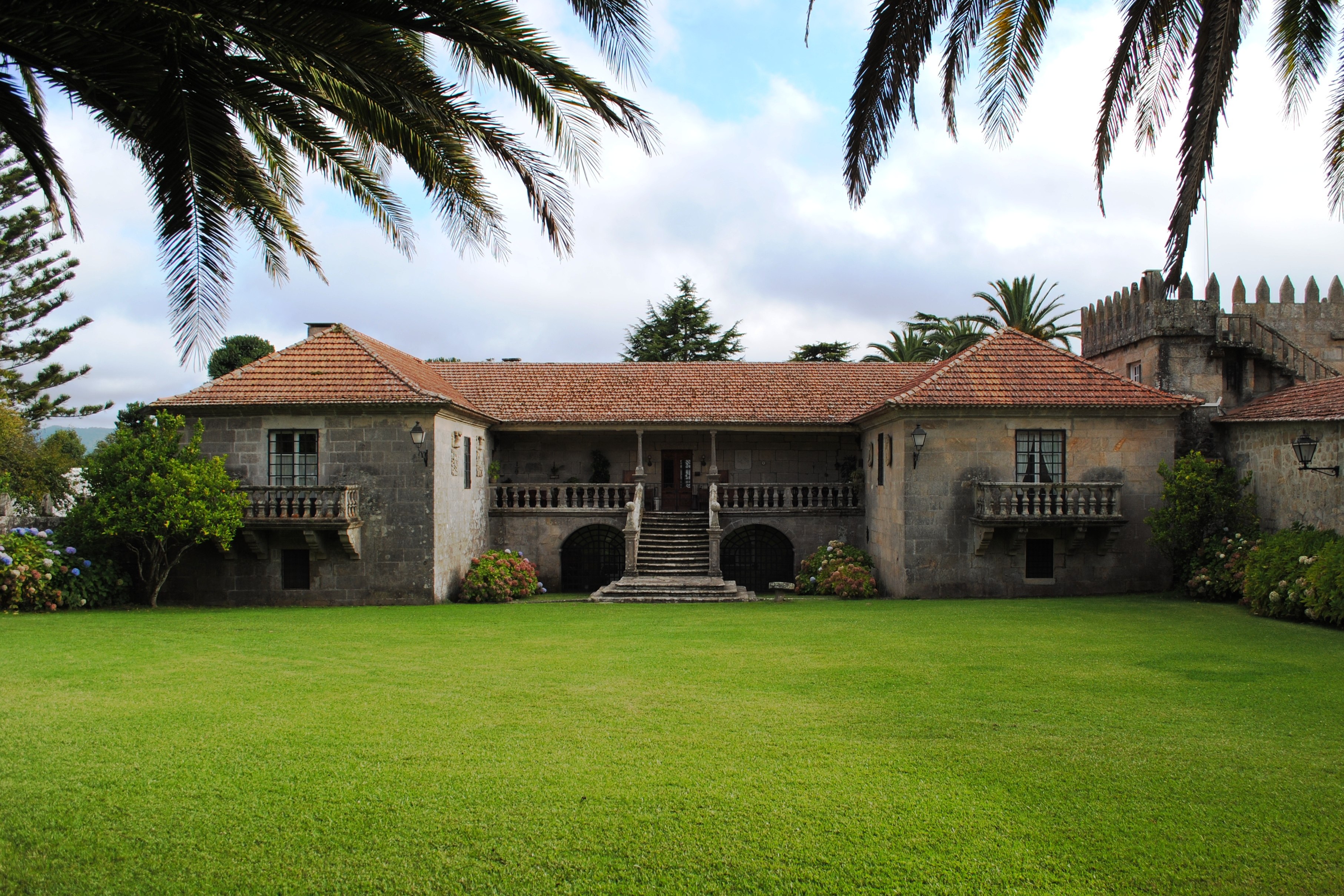
Pazo Cadaval, Nigrán.

Gobernador civil de Córdoba (1886), subsecretario de la Gobernación (1887) e Intendente General de Hacienda en Cuba desde 1889, se mantuvo en el cargo hasta la pérdida de la colonia en 1898. Al regresar a España será ministro de Hacienda entre el 6 de marzo de 1901 y el 19 de marzo de 1902 en un gabinete Sagasta. 
Posteriormente, entre el 23 de junio y el 18 de julio de 1905, asumirá nuevamente la cartera de Hacienda en un gobierno que presidió Eugenio Montero Ríos viéndose obligado a dimitir por la concesión de unos créditos destinados a paliar la crisis económica en que se vio inmersa Andalucía. Finalmente volvería a dirigir el Ministerio de Hacienda entre el 9 de diciembre de 1915 y el 25 de febrero de 1916 en un gabinete Romanones. En su época no faltaron las especulaciones sobre el papel que pudo tener la Rio Tinto Company Limited en su destitución, ya que Urzaiz había firmado varias reales órdenes en las que se imponían gravámenes arancelarios a la exportación de la pirita de hierro.

## Homenajes
Ángel Urzáiz cuenta con una céntrica y extensa avenida viguesa con su nombre, uno de los ejes de la ciudad. También, con una plaza en Gondomar y con otra calle en El Puerto de Santa María. A la calle  viguesa le fue impuesto ese nombre a finales del siglo XIX, sin embargo entre 1937 y 1979 sería rebautizada como José Antonio.